# Il professore va al congresso
Il professore va al congresso (Small World: An Academic Romance) è un romanzo di David Lodge del 1984, selezionato tra i finalisti del Booker Prize di quell'anno.
Il romanzo è la continuazione di Scambi del 1975, e pertanto i personaggi principali sono gli stessi, i professori Philip Swallow e Morris Zapp e le loro mogli, alle prese con un circuito di conferenze internazionali di letterature.

## Edizioni italiane
- Il professore va al congresso, Collana Le finestre, Milano, Bompiani, 1989, ISBN 978-88-452-1583-4.